# Arta gotică

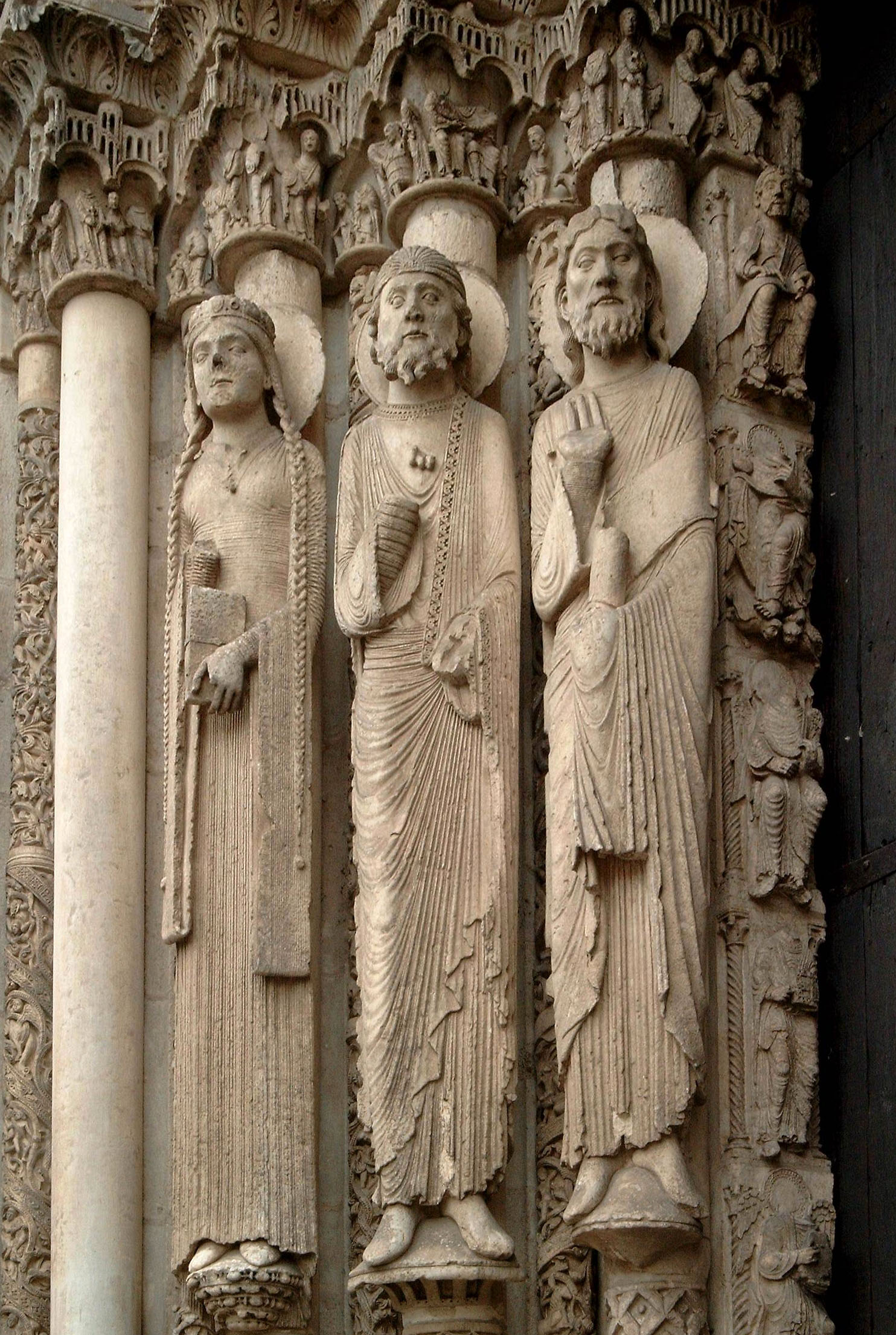
Detaliu de la un portal al Catedralei Notre-Dame din Chartres (Franța), circa 1145, aceste statui arhitecturale sunt cele mai vechi sculpturi gotice și au fost o revoluție în stil și model pentru o generație de sculptori

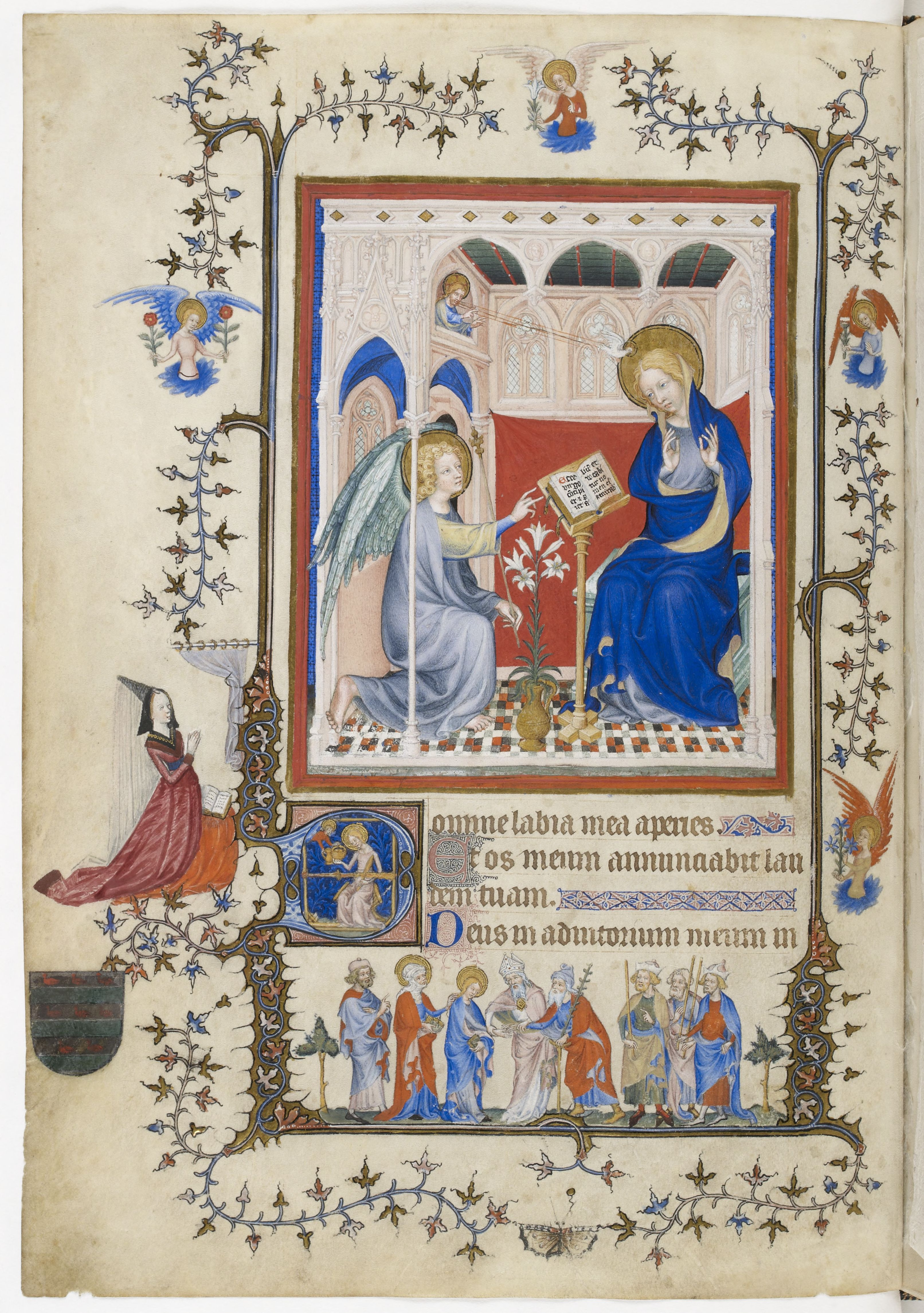
Pagină din Les Très Belles Heures de Notre-Dame, un exemplu de pagină dintr-un manuscris anluminat

Arta gotică este un stil în arta medievală, care s-a dezvoltat în  nordul Franței din arta romanică în secolul XII, și a dispărut odată cu Renașterea (jurul anului 1500). Arta gotică este diferită de cea romanică prin tendința liniilor verticale, prin căutarea echilibrului în locul stabilității maselor. Termenul a fost introdus în anul 1550 de Giorgio Vasari, care făcea aluzie peiorativă la tribul germanic al goților, ca prototip pentru o cultură inferioară, „barbară”.
Centrele orașelor din Transilvania sunt dominate cel mai adesea de construcții sacrale în stil gotic (Cluj, Sibiu, Mediaș, Sighișoara, Brașov, Sebeș, Bistrița, Reghin) ș.a.m.d. Exemple ilustrative în acest sens sunt Biserica Sfântul Mihail din Cluj, Catedrala Evanghelică din Sibiu, Biserica Sf. Margareta din Mediaș, Biserica Evanghelică din Bistrița ș.a.
În arhitectură, stilul gotic este caracterizat prin înălțarea zidurilor și a deschiderilor din acestea pentru a da impresia de ridicare spre cer, impresie realizată și cu ajutorul unor coloane de sprijin plasate în afara incintelor acoperite,  precum și prin  arcuri care se întretaie deasupra golurilor sub un unghi ascuțit la partea lor superioară.
Arta gotică nu s-a manifestat doar în domeniul arhitecturii, ci și în cel al artelor plastice (pictura gotică și sculptura). Deschizătoare de drumuri a fost Statuia Sfântului Gheorghe, operă a meșterilor clujeni Martin și Georg, prima statuie ecvestră turnată în bronz în evul mediu (comandată la 1373 pentru palatul imperial din Praga).

## Origini
Arta gotică a apărut în Île-de-France (Franța), la începutul secolului al XII-lea, la Catedrala din Saint-Denis. Stilul s-a răspândit rapid dincolo de originile sale, de la arhitectură până la sculptură, arta textilă și pictură, frescă, vitralii, manuscrise anluminate și tablouri. A existat mult mai mult artă gotică seculară decât se crede de obicei. Rata de supraviețuire a artei religioase a fost mai bună decât în cazul echivalenților seculari.

## Arhitectura gotică
Apariția arhitecturii gotice s-a produs într-o regiune din centrul Parisului, numită Île-de-France.Revoluționara mișcare arhitecturală nu s-a dezvoltat din senin: multe dintre elementele ce definesc arhitectura gotică au fost împrumutate de la alte culturi sau inventate pentru a rezolva probleme structurale întâlnite de zidarii romanici. 
Arhitectura gotică s-a datorat în mare parte unei recrudescențe a matematicii și științei. Operația matematică fundamentală din  spatele artei romanice timpurii a fost adunarea. Elemente inovatoare, precum arcul frânt sau bolta cu nervuri, nu și-au putut împlini potențialul constructiv până la dispariția zidăriei compacte.
Abordarea sintetică i-a situat pe arhitecții perioadei gotice într-o categorie stilistică și ideologică nouă.Elementele specifice goticului- arcele frânte, bolțile pe nervuri, arcele butante și fațadele tripartite-au fost reunite întâia oară într-o construcție deosebit de originală : biserica abației Saint-Denis, de lângă Paris.

### Nașterea goticului 1140-1281
Construcția care marchează începutul epocii gotice este biserica abației de la Saint-Denis, lângă Paris. Ea a fost construită sub conducerea abatelui Suger, una dintre cele mai influente figuri politice ale epocii. Acesta, descriind construirea bisericii de la Saint-Denis, scria despre o nouă lumină care urma să invadeze biserica ajutând experiența religioasă.Urmând interpretarea neoplatonică a lui Dumnezeu ca lumină, Suger  susținea că această contemplare a frumuseții fizice conduce spre iluminare. Dorința sa era de a preface lumina într-un element arhitectural care determina înlocuirea zidurilor solide prin structuri scheletale și ferestre. Printr-un procedeu strict geometric, arhitectura luminii a ajuns să influențeze tehnicile de construcție timp de decenii.

Biserici catolice, evanghelice și reformate din Transilvania
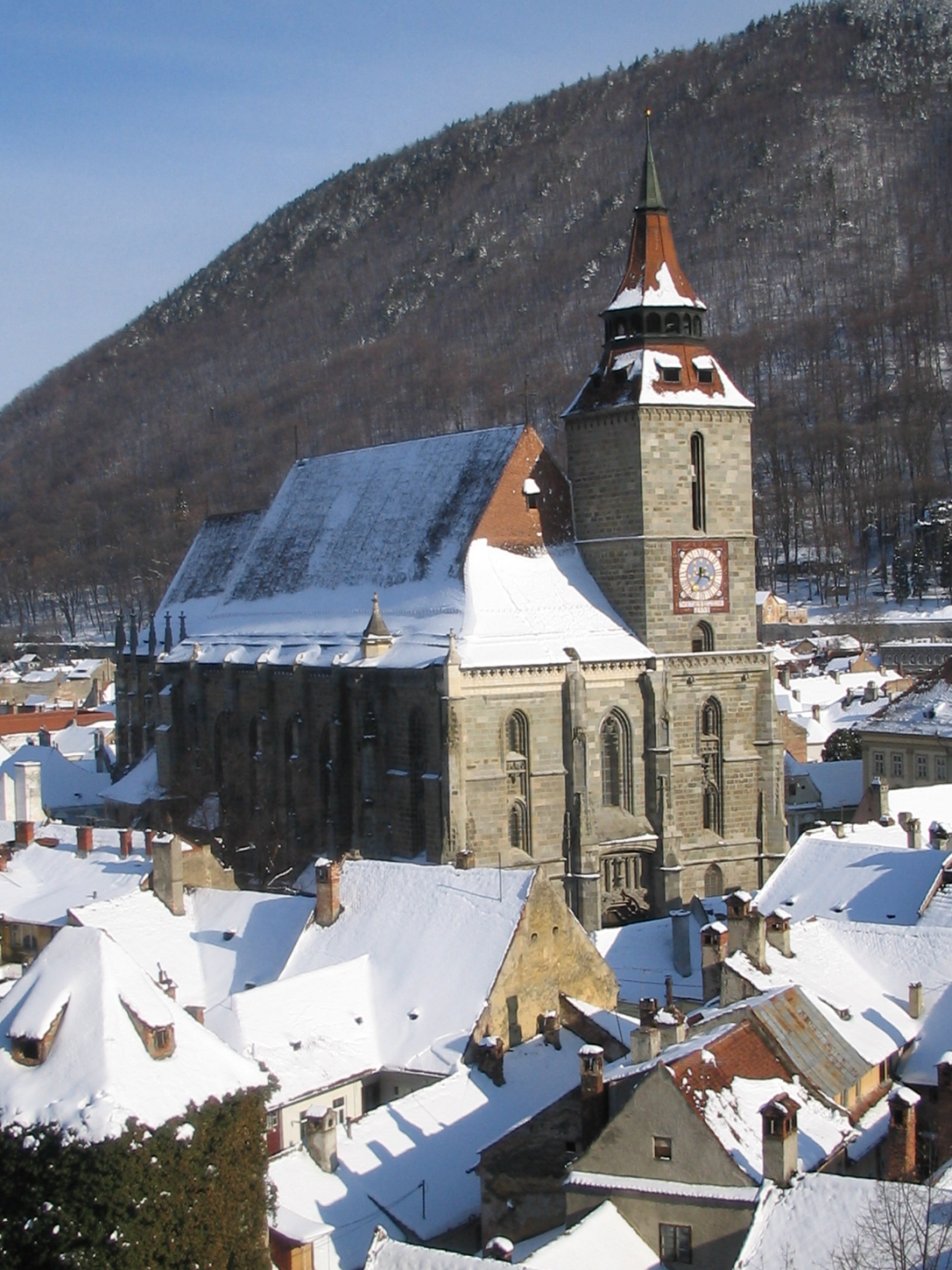
Biserica Neagră din Brașov
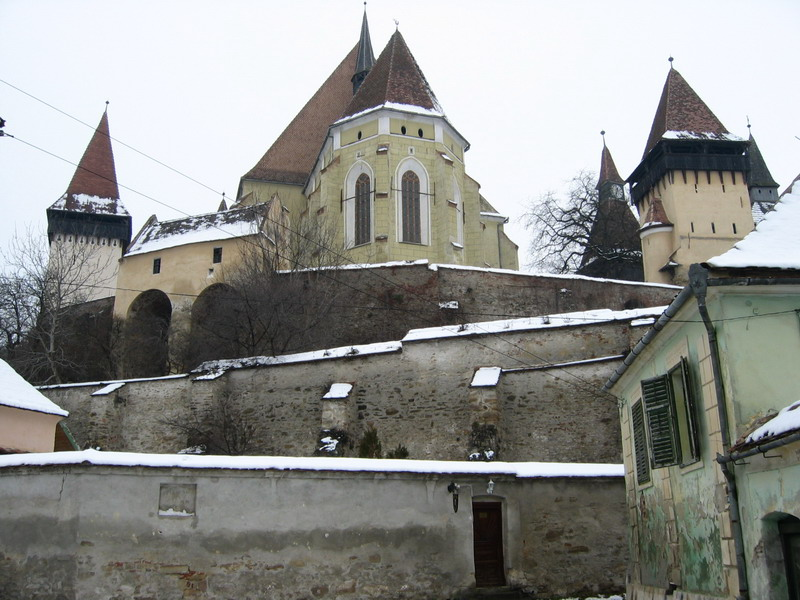
Biserica fortificată din Biertan
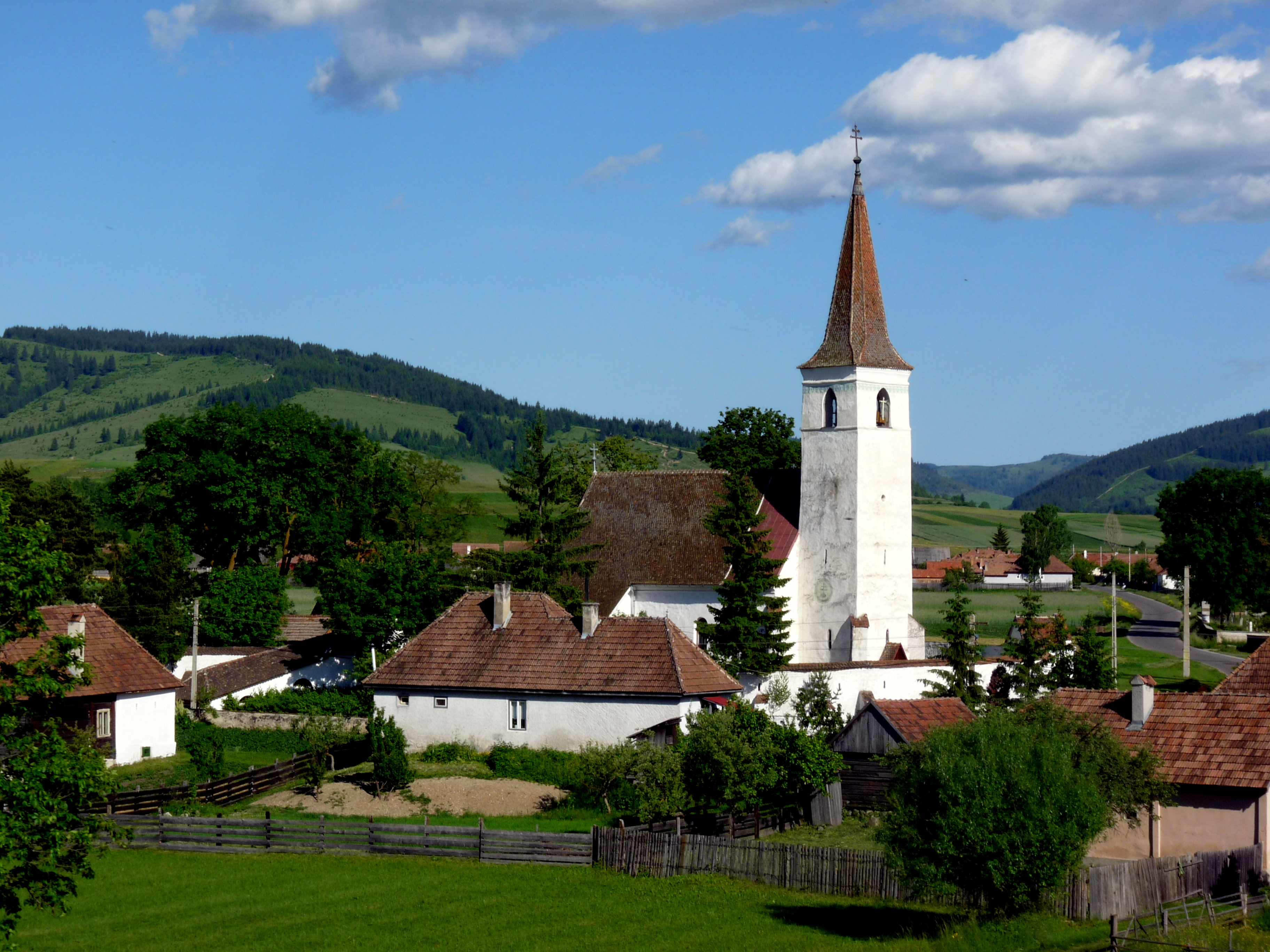
Biserica romano-catolică „Sf. Mihail” din Mihăileni

Biserici ortodoxe gotice
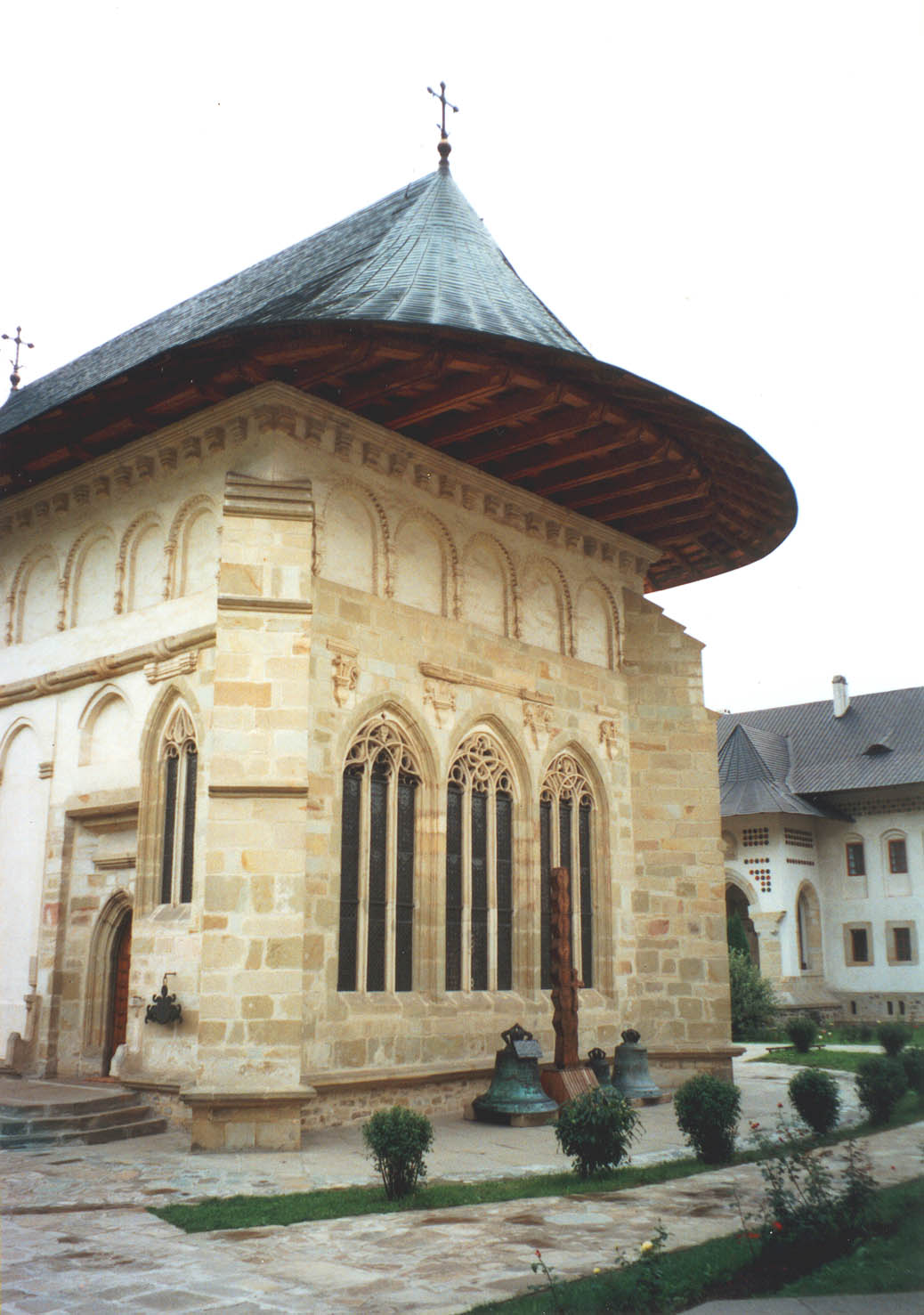
Mănăstirea Putna din nordul Moldovei
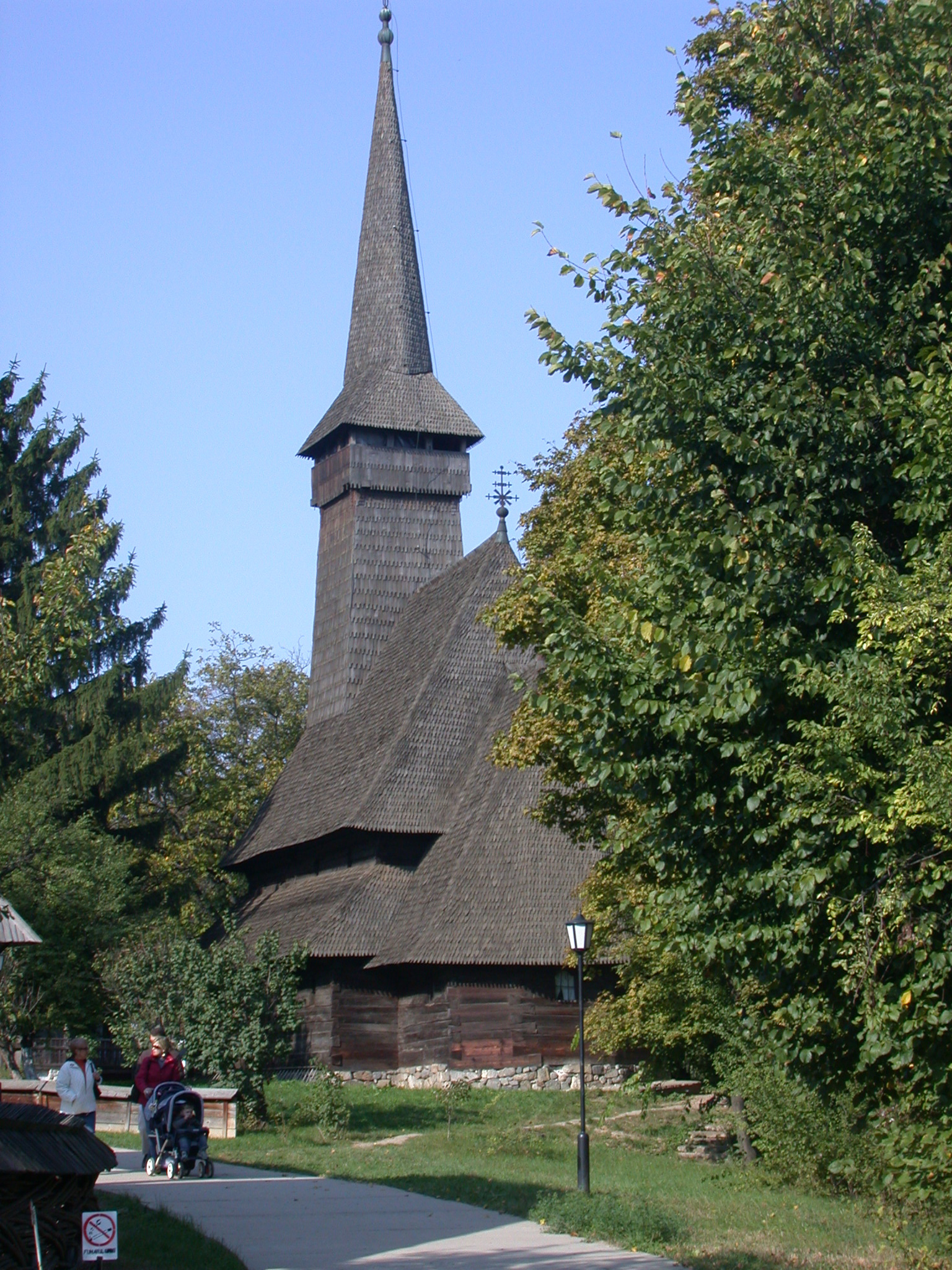
Biserică de lemn din Transilvania
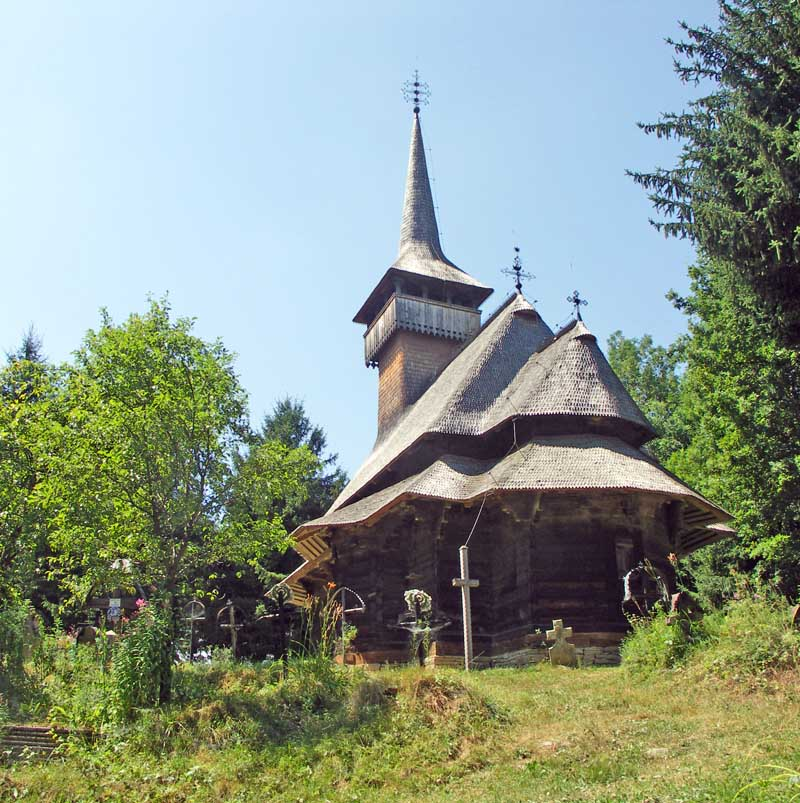
Biserică de lemn din Maramureș
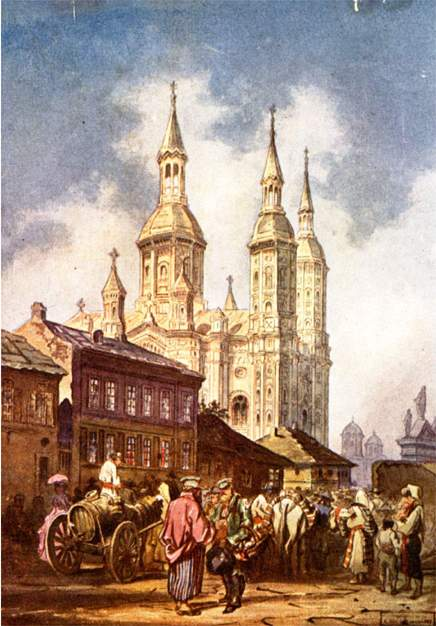
Biserica Sf. Spiridon din București

## Neogoticul
Neogotica este stilul artistic al secolelor XVIII si XIX, împrumutând formele și tradițiile goticului. Neo-goticul a provenit din Marea Britanie, dar a devenit, de asemenea, răspândit în Europa continentală și chiar în America.
Uneori, elemente neo-gotice interconectate în modul cel mai bizar cu cele mai noi tehnologii ale timpului, de exemplu, bazele podului Brooklyn din New York aveau arcuri sub formă de ferestre gotice. Cel mai proeminent exemplu al neo-goticului - construirea Parlamentului britanic la Londra. În Statele Unite, trebuie remarcat Catedrala neo-gotică a Sf. Patrick din New York.